# Гиштень
Гиштень, Гиштені (рум. Gâșteni) — село у повіті Бакеу в Румунії. Входить до складу комуни Рекечунь.
Село розташоване на відстані 221 км на північ від Бухареста, 25 км на південь від Бакеу, 102 км на південний захід від Ясс, 131 км на північний захід від Галаца, 129 км на північний схід від Брашова.

## Населення
За даними перепису населення 2002 року у селі проживали 1233 особи. Рідною мовою 1232 особи (99,9%) назвали румунську.
Національний склад населення села:
| Національність | Кількість осіб | Відсоток |
| -------------- | -------------- | -------- |
| румуни         | 1187           | 96,3%    |
| цигани         | 41             | 3,3%     |